# Meomyia australis
Meomyia australis är en tvåvingeart som först beskrevs av Guérin-Méneville 1831.  Meomyia australis ingår i släktet Meomyia och familjen svävflugor. Inga underarter finns listade i Catalogue of Life.